# Mimosa gentryi
Mimosa gentryi là một loài thực vật có hoa trong họ Đậu. Loài này được Barneby miêu tả khoa học lần đầu tiên vào năm 1991.